# Jude Gallagher
Jude Gallagher (* 5. Oktober 2001 in Newtownstewart, County Tyrone) ist ein irischer Boxer im Federgewicht.

## Karriere
Gallagher gewann zehn irische Nachwuchstitel, sowie jeweils eine Bronzemedaille im Halbfliegengewicht bei der Jugend-Europameisterschaft 2018 in Roseto degli Abruzzi und der Jugend-Weltmeisterschaft 2018 in Budapest.
Er gewann die Commonwealth Games 2022 in Birmingham und startete bei den Europaspielen 2023 in Krakau, wo er gegen Javier Ibáñez ausschied. Beim 1. Olympiaqualifikationsturnier 2024 in Busto Arsizio qualifizierte er sich mit Siegen gegen Hichem Maouche, Mohammad Hussamuddin, Soulaimane Samghouli und Schukur Owessow für die Olympischen Sommerspiele 2024 in Paris, wo er im Achtelfinale gegen den Filipino Carlo Paalam ausschied.